# 藤田淳平
藤田 淳平（ふじた じゅんぺい、1979年5月3日 - ）は、日本の作曲家、編曲家、キーボーディスト、音楽プロデューサー。高知県出身。株式会社アリア・エンターテインメント執行役員、Elements Garden所属。

## 概要
ポリシーは「作品、アーティストにマッチングした楽曲を提供する」。Elements Gardenメンバーの中で唯一エンジニアリング、マニピュレーターの経験がある。
2009年9月19日に歌手のSuaraと結婚した。2013年11月には第一子となる男児が誕生した。
飛蘭や茅原実里のバックバンドにキーボーディストとして参加している。
2015年からは音楽プロデューサーとしての活動も開始し、TVアニメ『Dance with Devils』と『BanG Dream!』の音楽プロデュースを務めている。

## 楽曲提供
※ 括弧の記述が無いものは作曲・編曲を示す。

### 歌手
- 遠藤正明
  - LIFE
  - ランナーズハイ
- 小倉唯
  - Raise（編曲）
- 織田かおり
  - 誰がために / PSPゲーム『ワイルドアームズ クロスファイア』ED（編曲）
- 片霧烈火
  - アルカディア・パレード / PCゲーム『姫さまっ、お手やわらかに!』OP
  - Answer / PCゲーム『G線上の魔王』OP
  - 魂響 / PCゲーム『魂響 〜たまゆら〜』OP （編曲）
- savage genius
  - JUST TUNE / テレビアニメ『夜桜四重奏 〜ヨザクラカルテット〜』OP
- 榊原ゆい
  - スイッチ・オン♪ / テレビアニメ『H2O -FOOTPRINTS IN THE SAND-』挿入歌 （作曲）
  - Aqua Voice / PCゲーム『朝凪のアクアノーツ』OP
  - Blue eyes / PCゲーム『朝凪のアクアノーツ』ED
  - It's show time / PCゲーム『タイムリープぱらだいす』OP
  - メロディータイム / PCゲーム『タイムリープぱらだいす』ED
  - きっと夢と雪でできている / PCゲーム『春萌 〜はるもい〜』OP（編曲）
  - さくらフィロソフィー / PCゲーム『さくらテイル』OP
  - Blue Horizon / PCゲーム『メルクリア 〜水の都に恋の花束を〜』OP
  - 煌めき一閃 / PCゲーム『あっぱれ!天下御免』OP
  - 大江戸小町 / PCゲーム『あっぱれ!天下御免』挿入歌
  - evolution / オンラインゲーム『トキメキファンタジー ラテール』イメージソング（編曲）
- 桜川めぐ
  - つまさき Movin'on! / PCゲーム『この青空に約束を―てのひらのらくえん』OP
  - 初恋carnival / PCゲーム『シュガーコートフリークス』OP
  - Little smile / PSPゲーム『ダンボール戦機』ED（編曲）
- 佐藤ひろ美
  - 暁ノ空ヲ翔ル / テレビアニメ『グレネーダー 〜ほほえみの閃士〜』OP
  - 花のように / テレビアニメ『グレネーダー 〜ほほえみの閃士〜』ED（編曲）
  - Angelica
  - ガラスの靴
  - ミニスカート
  - 秋月（編曲）
  - 夏花（編曲）
  - the Black Box / PCゲーム『the Black Box』OP
  - ときのゆりかご / PCゲーム『まじかるカナン -RISEA-』ED
  - MY HONEY SPRING / PCゲーム『春色こみゅにけ〜しょん』OP （作曲）
  - ZWEI WORTER 〜僕らの世界〜 / PCゲーム『Zwei Worter』OP （編曲）
  - Eternal promise / PCゲーム『Zwei Worter』ED （編曲）
  - 終わりなきPrelude / PS2ゲーム『GALAXY ANGEL Eternal Lovers』ED（編曲）
  - HACHIMITSU / PCゲーム『FOLKLORE JAM』ED（編曲）
  - 夢 / PCゲーム『グリーングリーン2 恋のスペシャルサマー』ED（編曲）
  - 大スキ!のち大スキ! / PCゲーム『ツナバン♥らぶみくす』ED
  - Dancing in the Moment / PCゲーム『恋ではなく―― It's not love, but so where near.』ED
  - TOMODACHI / PCゲーム『空を飛ぶ、7つ目の魔法。』ED（編曲）
  - 迷いの森 / PCゲーム『グリザイアの果実』入巣蒔菜ED
  - 銀硝子〜Argentum glass〜 / 『ムシウタbug』ED（編曲）
- Sizuk
  - Para Bellum（編曲[4]）
- 島みやえい子
  - カーネリアンの奏でる夢（編曲）
- 霜月はるか
  - 最愛 / PCゲーム『涼風のメルト -Where wishes are drawn to each other-』ED
  - 君との旅路 / PSPゲーム『ダイスダイス◆ファンタジア』OP
  - カザハネ / テレビアニメ『H2O -FOOTPRINTS IN THE SAND-』ED （作曲）
  - life / テレビアニメ『H2O -FOOTPRINTS IN THE SAND-』挿入歌 （編曲）
- JAM Project
  - Cosmic Dance / PS2ゲーム『スーパーロボット大戦Z』ED（編曲）
- Suara
  - 蕾 -blue dreams- / テレビアニメ『BLUE DROP』ED （編曲）
  - 星座 / PCゲーム『鎖 -クサリ-』ED （編曲）
- 高垣彩陽
  - 君がいる場所 / テレビアニメ『世紀末オカルト学院』ED
  - Meteor Light / テレビアニメ『戦姫絶唱シンフォギア』ED
  - Next Destination / テレビアニメ『戦姫絶唱シンフォギアG』ED
  - Rebirth-day / テレビアニメ『戦姫絶唱シンフォギアGX』ED
  - Futurism / テレビアニメ『戦姫絶唱シンフォギアAXZ』ED
- 茅原実里
  - Peace of mind 〜人魚のささやき〜（編曲）
  - 輪舞-revolution（カバーver.）（編曲）
  - Prism in the name of hope（編曲）
  - 蒼い孤島（編曲）
  - 花束（編曲）
  - Sunshine flower（編曲）
  - Fragment 〜Shooting star of the origin〜 / PCゲーム『水夏A.S+ Eternal Name』OP （編曲）
  - 不確定性原理（編曲）
- II MIX⊿DELTA
  - Pocket Rocket
  - わざと強く絡めた指
  - 独白
- 富田麻帆
  - M
  - オレンジ色のひまわり
  - どうして。。
  - 晴れのちハレ! / テレビアニメ『かみちゅ!』OP （編曲）
  - MA・MO・RU! / テレビアニメ『護くんに女神の祝福を!』OP （編曲）
  - Happy Flight / テレビアニメ『ギャラクシーエンジェる〜ん』ED （編曲）
  - リンクシンク / PSPゲーム『GROWLANSER』OP
- 中野愛子
  - フレンズ / テレビアニメ『ダンス イン ザ ヴァンパイアバンド』ED （編曲）
- NANA
  - コンチェルトノート / PCゲーム『コンチェルトノート』OP
  - Dawn walker / PCゲーム『PRINCESS WALTZ』ED
  - カーニバル / PCゲーム『CARNIVAL』OP（編曲）
  - Be_Natural / PCゲーム『こんな娘がいたら僕はもう…!!』OP（編曲）
  - 神がかりクロスハート! / PCゲーム『神がかりクロスハート!』OP
- 新田恵海
  - NEXT PHASE / テレビアニメ『カードファイト!! ヴァンガードG』ED
- のみこ
  - 忘れない夢の丘
- 橋本みゆき
  - 1224 / PCゲーム『Kissing!! -under the mistletoe-』ED （編曲）
  - message to us / PCゲーム『ひとゆめ』OP
  - キヲク / PCゲーム『ひとゆめ』ED
  - Revolution / PCゲーム『ひとゆめ』挿入歌
  - せつなさのグラデイション / PCゲーム『あかね色に染まる坂』OP （編曲）
- hibiku
  - 爪痕 / テレビアニメ『ダンス イン ザ ヴァンパイアバンド』OP
- 平野綾
  - 冒険でしょでしょ? / テレビアニメ『涼宮ハルヒの憂鬱』OP （編曲）
- 飛蘭
  - Never Slash!! / PCゲーム『がくと!』OP
  - 天国ト地獄ノ譚詩曲 / PCゲーム『紫電〜円環の絆〜』OP
  - HAPPY SOUL DANCE（作曲）
  - conspire / PCゲーム『ヴァルキリーコンプレックス』挿入歌
  - Dead END / テレビアニメ『未来日記』OP
  - WHITE justice / テレビアニメ『機動戦士ガンダムAGE』キオ編 ED（編曲）
- 風男塾
  - NOIR〜ノワール〜
  - 証-soul mate-（作曲）
  - 星屑の雫
  - 新たなる幕開けのための幕開けによる狂詩曲〜キミがいればオレたちも笑顔∞(無限大)〜（作曲）/テレビアニメ『雨色ココアシリーズ「あめこん！」』第4期OP
  - T・O・T! 〜Vivid Men〜
  - 波ギュっ!
- MAKO
  - あいコトバ
  - アイスキャンディー  / テレビアニメ『かみちゅ!』ED
- 水樹奈々
  - Happy Dive
  - ファーストカレンダー
  - Love Trappin'
  - SUPER GENERATION（編曲）
  - COSMIC LOVE / テレビアニメ『ロザリオとバンパイア』OP
  - Gimmick Game / テレビアニメ『カード学園』OP
  - 夢の続き（編曲）
  - 夢幻 / テレビアニメ『WHITE ALBUM』OP （編曲）
  - Young Alive!（編曲）
  - DRAGONIA（編曲）
  - 囚われのBabel
  - You have a dream（編曲）
  - Stay Gold（編曲）
  - 迷宮バタフライ-diverse-（編曲）
  - ROMANCERS' NEO（編曲）
  - FEARLESS HERO / テレビアニメ『DOG DAYS'』OP
  - アヴァロンの王冠（作曲）
  - TESTAMENT / テレビアニメ『戦姫絶唱シンフォギアAXZ』OP （編曲）
- MICHI
  - Cry for the Truth / テレビアニメ『六花の勇者』OP （作曲）
  - Checkmate!? / テレビアニメ『だがしかし』OP （作曲）
  - リアリ・スティック / テレビアニメ『クロムクロ』ED （作曲）
  - Be myself x Be yourself
  - 春夏秋燈
- 宮野真守
  - オルフェ / テレビアニメ『うたの☆プリンスさまっ♪マジLOVE1000%』OP （編曲）
  - 蒼ノ翼 / PSPゲーム『うたの☆プリンスさまっ♪』OP（編曲）
- やなぎなぎ
  - ラテラリティ / テレビアニメ『ヨルムンガンド PERFECT ORDER』ED
- yozuca*
  - サクラ アマネク セカイ / テレビアニメ『D.C.II S.S. 〜ダ・カーポII セカンドシーズン〜』OP （編曲）
  - チェリー / テレビアニメ『グリーングリーン』イメージソング（編曲）
- Lia（Veil）
  - 心に届く詩 / PSPゲーム『シャイニング・ハーツ』OP （編曲）
- Rita
  - Princess Blood / PCゲーム『黒の歌姫』OP
  - Silent Snow / PCゲーム『Sentinel』OP
- riya
  - Traveler's tale / PCゲーム『ISLAND』OP

### アニメ
- うたの☆プリンスさまっ♪マジLOVE1000%
  - 男気全開Go! Fight!!
  - 迷子のココロ
- H2O -FOOTPRINTS IN THE SAND-
  - マジカルO・TO・HA
- 牙 -KIBA-
  - Go Smile
  - 名も無き風に吹かれて
- ギャラクシーエンジェる〜ん
  - ナノナノなのだンス（編曲）
  - れっつアプリコット体操（編曲）
- 涼宮ハルヒの憂鬱
  - パラレルDays（作曲）
  - 時のパズル（編曲）
  - COOL EDITION（編曲）
- 戦姫絶唱シンフォギア
  - 撃槍・ガングニール
  - 繋いだ手だけが紡ぐもの（編曲）
- 戦姫絶唱シンフォギアG
  - 正義を信じて、握り締めて
  - 獄鎌・イガリマ（編曲）
- 戦姫絶唱シンフォギアGX
  - 限界突破 G-beat（編曲）
  - Beyond the BLADE
- 戦姫絶唱シンフォギアAXZ
  - GUN BULLET XXX
- デ・ジ・キャラットにょ
  - ヨロシク☆ロケンロール
  - G row up! 〜明日があるぴょ〜（作曲）
  - ぴょこLOVE・注意報（編曲）
  - Precious Moment（編曲）
- Di Gi Charat
  - Second Game（編曲）
  - Trinity（編曲）
  - B・G☆Dance（編曲）
  - First Impact（編曲）
- ときめきメモリアル4 ORIGINAL ANIMATION -始まりのファインダー-（OVA）
  - 春風の輝き（編曲）
- B型H系
  - 体育会系でいこう!
  - BH〜B型H系〜（編曲）
- WHITE ALBUM
  - シークレットカオス
  - 1986年のマリリン（編曲）
  - POWDER SNOW（編曲）
- 護くんに女神の祝福を!
  - ああ東ビ戦隊マヤレンジャー（編曲）
- ロザリオとバンパイア
  - 渚のデカメロン
  - 赤いスイートピー（編曲）
  - スローモーション（編曲）
  - 時の河を越えて（編曲）
- ロザリオとバンパイアCAPU2
  - ポジティブ☆ロケンロー
  - オレンジの帰り道
  - 淋しい熱帯魚（編曲）
  - 白い炎（編曲）
  - 深呼吸して（編曲）
  - スマイル・フォー・ミー（編曲）
- 我が家のお稲荷さま。
  - Process
  - MIRACLE WAY〜強く優しく護られて〜
  - KI-ZU-NA〜遥かなる者へ（編曲）

### ゲーム
- 蒼の彼方のフォーリズム
  - Sense of Life
- ENGAGE LINKS 
  - ENGAGE LINKS
- CARNIVAL
  - 記憶（編曲）
- Garnet Cradle 
  - ガーネット・クレイドル
- ガッデーム&ジュテーム
  - ガッデーム&ジュテーム（編曲）
- Kissing!! -under the mistletoe-
  - K・I・S・S（編曲）
- GALAXY ANGEL II 無限回廊の鍵
  - we wish…
  - グレイゾーンを打ち抜いて
- GALAXY ANGEL Eternal Lovers
  - smile of snowflake*
  - 6番目の天使 〜CHITOSE〜
- GALAXY ANGEL Moonlit Lovers
  - Yes Let's!（編曲）
  - 笑顔にGet on!（編曲）
  - 瞳にユートピア（編曲）
- ギャラクシーエンジェル
  - おうちへ帰ろう（編曲）
- GALAXY ANGEL Eternal Lovers
  - ミラクルガール☆エンジェル隊（編曲）
- GALAXY ANGEL II 絶対領域の扉
  - Great Healer（編曲）
  - 魅力のシンメトリー（編曲）
  - LIPS WANNA SAY IT（編曲）
- GALAXY ANGEL II 無限回廊の鍵
  - JALALALA LOVE（編曲）
- Clear -クリア-
  - 硝子のLoneliness（編曲）
- 黒の歌姫
  - FU〜★FU〜★
- 恋と選挙とチョコレート 
  - 傷つけられるより傷つける方が痛いよ、なんて...
- さかあがりハリケーン 〜LET'S PILE UP OUR SCHOOL!〜
  - pile up HURRYCANE!
- シャイニング・レゾナンス
  - 虹の旋律（作曲）
- Chanter -キミの歌がとどいたら-
  - Harmony 〜僕の歌がとどいたなら〜
- シュガーコートフリークス 
  - 初恋carnival
- 祝福のカンパネラ 
  - A ray of sunshine!!
- 首都高バトル01
  - FLASH
- セパレイトブルー
  - La Golondrina
- 77〜And, two stars meet again〜 
  - 星の奇跡
- D.C.P.S. 〜ダ・カーポ〜 プラスシチュエーション
  - あいあい・プロテクト（編曲）
- D.C. 〜ダ・カーポ〜
  - Bon Bon Ribbon（編曲）
- ダンボール戦機
  - Little smile（編曲）
- ティンクル☆くるせいだーす
  - どんだけセブンティーン
- テリ☆みっくす
  - モキュモキュ〜テリ☆MIX〜（編曲）
- Doki Doki る〜みんぐ
  - ココロトキメキ
- ときめきメモリアル4 
  - Complication
  - 凛
  - Winding Road
  - 抜け殻（編曲）
- ナツメグ
  - ナツメグ 〜Precious Last Summer〜
- Hyper→Highspeed→Genius 
  - Ever Never
- はぴねす!
  - 明日のキモチ
  - It's my ミラクル☆
- Puppet Princess 〜傀儡姫。わたしは、操り人形〜
  - MORAL
- bitter smile. 
  - SAKURA☆風味
- Black Robinia 
  - Believe all things
- 麻雀
  - MAH-JONG（編曲）
- みずいろ
  - あの海へと続く道（編曲）
  - 強気で行こう!〜「POP'n UP2」から〜（編曲）
- 巫女 〜みにょっ!〜
  - ハラタマ キヨタマ（編曲）
- モルダヴァイト
  - この手の中の未来（編曲）
- 夜刀姫斬鬼行
  - 運命の旋律
  - KAMUY（編曲）
- Last Rebellion 
  - 戦絆

### その他
- イロドリミドリ
  - フォルテシモBELL
- Which Witch?
  - 若草色のクライナー・フォーゲル
- ゲーマーズ（CM）
  - 元気!勇気!ノンキだにょ!
- BanG Dream!
  - 前へススメ!（編曲）
  - 夢みるSunflower
  - Time Lapse（編曲）
  - 私の心はチョココロネ
  - 最高（さあ行こう）!
  - -HEROIC ADVENT-（作曲）
  - ゼッタイ宣言～Recital～
  - Jamboree!Journey!
  - Y.O.L.O!!!!!（作曲）
- ひなビタ♪
  - イブの時代っ！
  - カタルシスの月
  - 乙女繚乱 舞い咲き誇れ
  - そこはかとなくロマンセ
  - 革命パッショネイト

## 音楽担当作品

### アニメ
- ムシウタ（2007年）
- H2O -FOOTPRINTS IN THE SAND-（2008年）
- WHITE ALBUM（2009年） - 藤間仁との共作
- B型H系（2010年） - 藤間仁との共作
- 祝福のカンパネラ（2010年） - 上松範康、藤間仁との共作
- 世紀末オカルト学院（2010年） - 上松範康、藤間仁との共作
- うたの☆プリンスさまっ♪ マジLOVE1000%（2011年） - 藤間仁との共作
- 戦姫絶唱シンフォギア（2012年） - 上松範康、藤間仁との共作
- モーレツ宇宙海賊（2012年） - 上松範康、藤間仁との共作
- イクシオン サーガ DT（2012年） - 藤間仁との共作
- うたの☆プリンスさまっ♪マジLOVE2000％（2013年） - 藤間仁との共作
- 戦姫絶唱シンフォギアG（2013年） - 上松範康、藤間仁、Evan Callとの共作
- モーレツ宇宙海賊 ABYSS OF HYPERSPACE -亜空の深淵-（2014年） - 上松範康、藤間仁、Evan Callとの共作
- 神々の悪戯（2014年） - 藤間仁、Evan Callとの共作
- 異能バトルは日常系のなかで（2014年） - 母里治樹、Evan Callとの共作
- うたの☆プリンスさまっ♪ マジLOVEレボリューションズ（2015年） - 藤間仁との共作
- 戦姫絶唱シンフォギアGX（2015年） - 藤間仁、Evan Callとの共作
- Dance with Devils（2015年） - Evan Callとの共作
- 蒼の彼方のフォーリズム（2016年） - 岩橋星実、Evan Callとの共作
- うたの☆プリンスさまっ♪ マジLOVEレジェンドスター（2016年） - 藤間仁との共作
- BanG Dream!（2017年） - 藤間仁、藤永龍太郎との共作
- 戦姫絶唱シンフォギアAXZ（2017年） - 藤間仁との共作
- サンリオ男子（2018年）
- BanG Dream! 2nd Season（2019年） - 藤間仁、藤永龍太郎との共作
- 戦姫絶唱シンフォギアXV（2019年） - 藤間仁との共作
- BanG Dream! 3rd Season（2020年） - 藤間仁、藤永龍太郎との共作
- 劇場版 BanG Dream! Episode of Roselia（2021年）
- 劇場版 BanG Dream! ぽっぴん'どりーむ！（2022年）
- 失格紋の最強賢者（2022年） - 岩橋星実、都丸椋太との共作
- BanG Dream! Morfonication（2022年）

### ゲーム
- セパレイトブルー（2003年） - 藤間仁、上松範康との共作
- CARNIVAL（2004年） - 菊田大介との共作
- グリーングリーン2 恋のスペシャルサマー（2004年）
- 侍ジュピター（2005年） - 複数の作曲家との共作
- 夜刀姫斬鬼行（2005年）
- エーデルワイス（2006年） - 複数の作曲家との共作
- ワイルドアームズ クロスファイア（2007年） - 複数の作曲家との共作
- 幻想水滸伝ティアクライス（2008年） - 複数の作曲家との共作
- ハチミツ乙女blossomdays（2009年）
- 魔界天使ジブリール4（2010年）
- りとるらびっつ -わがままツインテール-（2010年）
- うたの☆プリンスさまっ♪（2010年） - 藤間仁、菊田大介、中山真斗との共作
- グリザイアの果実（2011年） - 藤間仁、母里治樹との共作
- 猫撫ディストーション（2011年）
- ラブライド・イヴ（2011年）
- FRONTIER GATE（2011年） - 佐藤直之、西木康智、中山真斗との共作
- グリザイアの迷宮（2012年） - 複数の作曲家との共作
- おしえて☆エッチなレシピ -アナタとワタシのあま〜いせいかつ!-（2012年）
- 星葬ドラグニル（2012年） - なるけみちことの共作
- 特殊報道部（2012年） - 岩橋星実との共作
- ピュアガール（2012年）
- 恋剣乙女（2012年） - 菊田大介、喜多智弘との共作
- 運命が君の親を選ぶ 君の友人は君が選ぶ（2013年）
- 猫撫ディストーションExodus（2013年）
- ギャングスタ・リパブリカ（2013年） - 仁堂敦との共作
- 神々の悪戯（2013年） - 藤間仁、菊田大介との共作
- イノセントガール（2014年）
- シャイニング・レゾナンス（2014年） - 藤間仁、Evan Callとの共作
- ファイナルファンタジー ブレイブエクスヴィアス（2015年） - 上松範康、藤間仁、都丸椋太との共作
- Dance with Devils（2016年） - 末益涼太との共作
- WAR OF THE VISIONS ファイナルファンタジー ブレイブエクスヴィアス 幻影戦争（2019年） - 上松範康、藤間仁、都丸椋太との共作

### 舞台
- ミュージカル Dance with Devils（2016年） - Evan Callとの共作
- ミュージカル Dance with Devils D.C.（2016年）
- 劇団シャイニング 天下無敵の忍び道（2017年） - 藤間仁、菊田大介との共作
- ミュージカル Dance with Devils Fermata（2018年）
- 劇団シャイニング マスカレイドミラージュ（2018年） - 藤間仁、菊田大介との共作
- 劇団シャイニング JOKER TRAP（2018年） - 藤間仁、菊田大介との共作
- 劇団シャイニング BLOODY SHADOWS（2020年） - 藤間仁、菊田大介、近藤世真との共作

### その他
- ロケットトイトイ（2011年）
- ビットワールド（2012年）

## ライブ参加
- 飛蘭 LIVE TOUR 01-Polaris-（担当：キーボード）
- 茅原実里 Minori Chihara Xmas Party 2013（担当：キーボード）
- 茅原実里 Minori Chihara Live Tour 2014 〜NEO FANTASIA〜 （担当：キーボード）
- 茅原実里 MINORI CHIHARA LIVE 2014 "SUMMER DREAM 2" （担当：キーボード）